# Schloss Bouloc
Das Schloss Bouloc war ein Gebäude aus dem 17. und 18. Jahrhundert, das 1964 zerstört wurde. Es wurde an der Stelle einer frühmittelalterlichen Festung errichtet. Sein Standort befindet sich heute unter der Wasseroberfläche eines Staudamms in der Gemeinde Ceilhes-et-Rocozels im Département Hérault.

## Geschichte
Gegen Ende des 10. oder Anfang des 11. Jahrhunderts verteidigte der Fortiam Bonoloco („Fort de Bonlieu“) das obere Orb-Tal auf dem Gebiet der heutigen Gemeinde Ceilhes-et-Rocozels. Seine Existenz ist seit 1025 belegt. Er gehörte den Herrschaftsfamilien der Alban und Promillac.
Im 17. und 18. Jahrhundert wurde das feudale Gebäude von den Rosset de Rocozel, die zu den Rosset de Rocozel de Fleury wurden, grundlegend umgebaut.
Während der Revolution floh der letzte Seigneur de Bouloc, André-Hercule-Marie-Louis de Rosset de Rocozel, Duc de Fleury und Pair de France ins Ausland, um sich der Armee der Emigranten anzuschließen. Seine Frau Aimée de Coigny, Duchesse de Fleury, eine sehr enge Freundin von Königin Marie-Antoinette, wurde während der Terrorherrschaft inhaftiert. Vom Dichter André Chénier als La Jeune captive beschrieben, wurde sie durch den Sturz Robespierres vor der Guillotine gerettet.
Das Schloss Bouloc und die anderen Besitztümer des Herzogs wurden als Nationalgut an einen Tuchfabrikanten aus Lodève verkauft, nachdem die gesetzgebende Versammlung am 2. September 1792 die Güter der Emigranten beschlagnahmt hat.

## Zerstörung des Gebäudes
1964 wurde das Schloss Bouloc von der Compagnie nationale du Bas-Rhône zerstört, als der Staudamm von Avène zur Eindämmung der Überschwemmungen des Orb geflutet wurde.
Doch der 8 km flussabwärts gelegene Avène-Staudamm überschwemmte – bei maximalem Füllstand – nur die unteren Teile des Schlosses. Ein vier Meter hoher Damm wurde vorgeschlagen, um diesen Teil des Kulturerbes des Languedoc zu schützen. Es wurde jedoch anders entschieden und das Gebäude verschwand, um einer Wasserfläche, dem Taoutas, Platz zu machen.
Die Säulen des im 18. Jahrhundert errichteten Ehrenportals, auf denen Feuertöpfe standen, wurden abgebaut und nach Montpellier gebracht, um sie am Eingang des Parc zoologique de Montpellier aufzustellen. Ein Großteil der Steine des Gebäudes wurde 1965 für den Bau des orthodoxen Klosters Saint-Nicolas im Weiler La Dalmerie in der Nachbargemeinde Joncels wiederverwendet.
Der Standort des Gebäudes befindet sich nun im Plan d’eau de Bouloc südwestlich des Dorfes Ceilhes, an der Avenue du Lac (Departementale D902), wo noch der alte Schafstall des Schlosses, die sogenannte Ferme du Bâtiment, steht.